# فهرست جایزه‌ها و نامزدی‌های خسرو شکیبایی
خسرو شکیبایی (زادهٔ ۷ فروردین ۱۳۲۳ - درگذشتهٔ ۲۸ تیر ۱۳۸۷) بازیگر اهل ایران بود. او با دریافت سه سیمرغ بلورین و یک دیپلم افتخار از جشنوارهٔ فیلم فجر، از پرافتخارترین بازیگران تمام ادوار این جشنواره محسوب می‌شود. وی همچنین تنها کسی است که دوبار پیاپی برندهٔ تندیس زرین بهترین بازیگر نقش اول مرد در جشن سینمای ایران شده‌است.

## جشنواره فیلم فجر

### جشنواره فیلم فجر
| سال  | فیلم             | رده                                     | نتیجه |
| ---- | ---------------- | --------------------------------------- | ----- |
| ۱۳۶۸ | هامون            | سیمرغ بلورین بهترین بازیگر نقش اول مرد  | برنده |
| ۱۳۷۳ | کیمیا            | سیمرغ بلورین بهترین بازیگر نقش اول مرد  | برنده |
| ۱۳۸۳ | سالاد فصل        | سیمرغ بلورین بهترین بازیگر نقش مکمل مرد | برنده |
| ۱۳۷۱ | یکبار برای همیشه | سیمرغ بلورین بهترین بازیگر نقش اول مرد  | نامزد |
| ۱۳۷۵ | سایه به سایه     | سیمرغ بلورین بهترین بازیگر نقش اول مرد  | نامزد |
| ۱۳۸۰ | کاغذ بی خط       | سیمرغ بلورین بهترین بازیگر نقش اول مرد  | نامزد |
| ۱۳۸۵ | اتوبوس شب        | سیمرغ بلورین بهترین بازیگر نقش اول مرد  | نامزد |
| ۱۳۸۵ | اتوبوس شب        | دیپلم افتخار بهترین بازیگر نقش اول مرد  | برنده |

## مجله فیلم

### مجله فیلم
| سال  | فیلم  | رده                                       | نقش        | نتیجه | منبع        |
| ---- | ----- | ----------------------------------------- | ---------- | ----- | ----------- |
| ۱۳۸۳ | هامون | بازیگر ماندگارترین نقش تاریخ سینمای ایران | حمید هامون | برنده | [ ۱ ] [ ۲ ] |

## وبگاه ایران اکتور
| سال  | دوره  | فیلم       | رده                        | نتیجه | منبع  |
| ---- | ----- | ---------- | -------------------------- | ----- | ----- |
| ۱۳۸۲ | سومین | کاغذ بی خط | لوح زرین بهترین بازیگر مرد | برنده | [ ۳ ] |
| ۱۳۸۴ | ششمین | سالاد فصل  | لوح زرین بهترین بازیگر مرد | نامزد | [ ۳ ] |
| ۱۳۸۴ | ششمین | حکم        | لوح زرین بهترین بازیگر مرد | نامزد | [ ۳ ] |

## جشن سینمای ایران
| سال  | دوره   | فیلم              | رده                                         | نتیجه |
| ---- | ------ | ----------------- | ------------------------------------------- | ----- |
| ۱۳۷۰ | نخستین | ابلیس             | بهترین بازیگر نقش اول مرد                   | نامزد |
| ۱۳۷۲ | سومین  | یک بار برای همیشه | آهوی بلورین مردم بهترین بازیگر نقش اول مرد  | برنده |
| ۱۳۷۲ | سومین  | سارا              | آهوی بلورین مردم بهترین بازیگر نقش مکمل مرد | نامزد |
| ۱۳۷۵ | ششمین  | کیمیا             | آهوی بلورین مردم بهترین بازیگر نقش اول مرد  | نامزد |
| ۱۳۷۵ | ششمین  | کیمیا             | آهوی بلورین بازیگر برگزیده سینمای دفاع مقدس | برنده |

## جشنواره سینما و زن
| سال  | دوره   | فیلم  | رده                       | نتیجه | منبع  |
| ---- | ------ | ----- | ------------------------- | ----- | ----- |
| ۱۳۷۴ | نخستین | کیمیا | بهترین بازیگر نقش اول مرد | برنده | [ ۴ ] |

## جشن خانه سینما

### جشن خانه سینما
| سال  | فیلم                | رده                       | نتیجه |
| ---- | ------------------- | ------------------------- | ----- |
| ۱۳۷۶ | سرزمین خورشید       | بهترین بازیگر نقش اول مرد | نامزد |
| ۱۳۸۵ | چه کسی امیر را کشت؟ | بهترین بازیگر نقش اول مرد | نامزد |
| ۱۳۸۶ | اتوبوس شب           | بهترین بازیگر نقش اول مرد | برنده |
| ۱۳۸۷ | ستاره‌ها : ستاره بود | بهترین بازیگر نقش اول مرد | برنده |

## جشنواره جهانی فیلم پیونگ یانگ

### جشنواره جهانی فیلم پیونگ یانگ
| سال  | فیلم         | رده               | نتیجه | منبع  |
| ---- | ------------ | ----------------- | ----- | ----- |
| ۱۹۹۸ | خواهران غریب | بهترین بازیگر مرد | برنده | [ ۵ ] |